# Rock Bottom (canción de UFO)
" 'Rock Bottom' " es una canción de la banda británica hard rock y space rock. UFO, escrita por el guitarrista Michael Schenker, Neil Carter  y el cantante original Phil Mogg. Fue lanzado como un sencillo del álbum " Phenomenon" en 1974, pero no entró en la UK Singles Chart.
La canción alcanzó su punto máximo en Australia en el número 60, convirtiéndose en el único sencillo del grupo en ese territorio.

### Origen
Todo comenzó cuando Neil Carter y Phil Mogg estaban en una cafetería, en eso en las noticias sobre una banda underground que subió a la cima, refiriéndose a Black Sabbath, en eso a Phil se le ocurrió la idea de hacer una canción de este tipo, sobre una banda underground que vive la vida de fama.

### En la Cultura Popular
La canción es interpretada en películas como La era del rock o en series como Glee,apareciendo como cameos también en series como Los Simpsons o Invader Zim,donde hacen referencia a la banda UFO.
También bandas como Triumph, Cinderella y AC/DC han hecho covers de esta canción.

## Músicos
- Phil Mogg: voz
- Michael Schenker: guitarra eléctrica
- Pete Way: bajo
- Andy Parker: batería
- Neil Carter: multiinstrumentista